# Ambukha (Umbunasi)
Ambukha is een bestuurslaag in het regentschap Nias Selatan van de provincie Noord-Sumatra, Indonesië. Ambukha telt 976 inwoners (volkstelling 2010).